# Jikkyō Powerful Pro Yakyū 5
Jikkyō Powerful Pro Yakyū 5 (実況パワフルプロ野球5) est un jeu vidéo de baseball sorti en 1998 sur Nintendo 64 uniquement au Japon. Le jeu a été développé et édité par Konami.
Le jeu fait partie de la série Jikkyō Powerful Pro Yakyū.